# Classificação climática de Köppen-Geiger
A classificação climática de Köppen-Geiger, mais conhecida por classificação climática de Köppen, é o sistema de classificação global dos tipos climáticos mais utilizado em geografia, climatologia e ecologia. A classificação foi proposta em 1900 pelo climatologista teuto-russo Wladimir Köppen, tendo sido por ele aperfeiçoada em 1918, 1927 e 1936 com a publicação de novas versões, preparadas em colaboração com o alemão Rudolf Geiger (daí o nome Köppen-Geiger).
A classificação é baseada no pressuposto, com origem na fitossociologia e na ecologia, de que a vegetação natural de cada grande região da Terra é essencialmente uma expressão do clima nela prevalecente. Assim, as fronteiras entre regiões climáticas foram selecionadas para corresponder, tanto quanto possível, às áreas de predominância de cada tipo de vegetação, razão pela qual a distribuição global dos tipos climáticos e a distribuição dos biomas apresenta elevada correlação.
Na determinação dos tipos climáticos de Köppen-Geiger são considerados a sazonalidade e os valores médios anuais e mensais da temperatura do ar e da precipitação. Cada grande tipo climático é denotado por um código, constituído por letras maiúsculas e minúsculas, cuja combinação denota os tipos e subtipos considerados. Contudo, a classificação de Köppen-Geiger, em certos casos não distingue tipos climáticos entre regiões com biomas muito distintos, pelo que têm surgido classificações dela derivadas, a mais conhecida das quais é a classificação climática de Trewartha.

## Estrutura geral da classificação
No esquema da classificação climática de Köppen, a primeira letra divide os climas em cinco grupos climáticos principais: A (tropical), B (seco), C (temperado), D (continental) e E (polar). A segunda letra indica o tipo de precipitação sazonal, enquanto a terceira letra indica o nível de calor. No sistema, os verões são definidos como sendo o período de seis meses mais quente, por de ser de abril a setembro (no hemisfério norte) ou de outubro a março (no hemisfério sul), enquanto o inverno é definido como o período de seis meses mais frio durante o ano.
| Grupo | Grupo    | Tipo | Tipo       | Subtipo | Subtipo |
| ----- | -------- | ---- | ---------- | ------- | ------- |
| A     | Tropical | f    | Equatorial | −       | −       |
| A     | Tropical | m    | de monção  | −       | −       |
| A     | Tropical | w    | de savana  | −       | −       |
| A     | Tropical | s    | de savana  | −       | −       |

### Grupo A — Tropical
Este grupo climático apresenta, em todos os meses do ano, temperatura média de 18 °C ou superior, e precipitação significativa.
- Af = Clima equatorial, apresenta precipitação média de pelo menos 60 mm em cada mês.
- Am = Clima de monção, apresenta um mês mais seco (que quase sempre ocorre no ou logo após o solstício de inverno) com precipitação menor que 60 mm, mas equivalente a mais de 4% da precipitação anual total.[7]
- Aw ou As = Clima de savana, apresenta uma estação mais seca no inverno (Aw) ou no verão (As), onde o mês mais seco tem precipitação inferior a 60 mm e equivale a menos de 4% da precipitação anual total.[7]

### Grupo B — Seco (áridos e semiáridos)
Este grupo climático é definido por seu baixo nível de precipitação ao longo do ano.
- BWh = Clima árido quente
- BWk = Clima árido frio

| Grupo | Grupo | Tipo | Tipo      | Subtipo | Subtipo |
| ----- | ----- | ---- | --------- | ------- | ------- |
| B     | Seco  | W    | Árido     | h       | quente  |
| B     | Seco  | W    | Árido     | k       | frio    |
| B     | Seco  | S    | Semiárido | h       | quente  |
| B     | Seco  | S    | Semiárido | k       | frio    |

- BSh = Clima semiárido quente
- BSk = Clima semiárido frio

Para definir se um clima é árido ou semiárido utiliza-se uma limiar, onde multiplica-se a temperatura média anual em graus Celsius por 20, em seguida adiciona-se:
(a) 280 se 70% ou mais da precipitação total ocorrer nos meses de primavera e verão, ou;
(b) 140 se de 30% a 70% da precipitação anual total for recebida durante as estações da primavera e verão, ou;
(c) 0 se menos de 30% da precipitação anual acontecer durante a primavera e o verão.
Se a precipitação anual for inferior a 50% deste cálculo, o clima será classificado como BW (Clima árido ou desértico); se estiver entre 50% e 100% do cálculo, será classificado como BS (Clima semiárido ou clima de estepe).
Uma terceira letra pode ser incluída na classificação para indicar a temperatura. Originalmente, o "h" indicava um clima de baixa latitude (com uma temperatura média anual acima de 18 °C) enquanto "k" indicava um clima de latitude média (com temperatura média anual abaixo de 18 °C), mas a prática mais comum hoje, é usar "h" para indicar que o mês mais frio tem uma temperatura média entre −3 e 0 °C, e usar "k" indicando que pelo menos um dos meses tem média abaixo de 0 °C. A letra "n" é usado para denotar um clima caracterizado por nevoeiro frequente.

### Grupo C — Temperado
Este grupo climático tem o mês mais frio com média entre −3 e 18 °C e pelo menos um mês com média acima de 10 °C.
- Cfa = Clima subtropical úmido, apresenta o mês mais frio com uma média acima de 0 °C ou −3 °C, pelo menos um mês com temperatura média acima de 22 °C e pelo menos quatro meses com média acima de 10 °C. Não apresenta diferença significativa no nível de precipitação entre as estações, o que significa que não há estação seca em período algum do ano.[14]
- Cfb = Clima oceânico temperado, seu mês mais frio tem média acima de 0 °C ou −3 °C, todos os meses possuem temperatura média abaixo de 22 °C e pelo menos quatro meses apresentam média acima de 10 °C. Não há diferença significativa no nível de precipitação entre as estações.[15]
- Cfc = Clima oceânico subpolar, a média do mês mais frio está acima de 0 °C ou −3 °C, e de 1 a 3 meses possuem temperatura média acima de 10 °C. Não ocorre qualquer diferença significativa de precipitação entre estações.[16]

| Grupo | Grupo     | Tipo | Tipo             | Subtipo | Subtipo      |
| ----- | --------- | ---- | ---------------- | ------- | ------------ |
| C     | Temperado | f    | Sem estação seca | a       | Verão quente |
| C     | Temperado | f    | Sem estação seca | b       | Verão fresco |
| C     | Temperado | f    | Sem estação seca | c       | Verão frio   |
| C     | Temperado | w    | Inverno seco     | a       | Verão quente |
| C     | Temperado | w    | Inverno seco     | b       | Verão fresco |
| C     | Temperado | w    | Inverno seco     | c       | Verão frio   |
| C     | Temperado | s    | Verão seco       | a       | Verão quente |
| C     | Temperado | s    | Verão seco       | b       | Verão fresco |
| C     | Temperado | s    | Verão seco       | c       | Verão frio   |

- Cwa = Clima subtropical úmido influenciado pelas monções, a média do mês mais frio está acima de 0 °C ou −3 °C, pelo menos um mês tem temperatura média acima de 22 °C e ao menos quatro meses apresentam média acima de 10 °C. Neste clima, o verão é pelo menos dez vezes mais chuvoso do que o inverno, que é seco. Pode-se dizer também que 70% da chuva cai durante os meses mais quentes, e somente 30% cai nos meses mais frios.
- Cwb = Clima subtropical de altitude ou clima oceânico temperado influenciado pelas monções, seu mês mais frio tem média acima de 0 °C ou −3 °C, todos os meses possuem temperatura média abaixo de 22 °C e pelo menos quatro meses apresentam média acima dos 10 °C.
- Cwc = Clima subtropical frio de altitude ou clima oceânico subpolar influenciado pelas monções; a média de seu mês mais frio está acima de 0 °C ou −3 °C, e de 1 a 3 meses têm média acima de 10 °C. Neste clima, o verão é pelo menos dez vez mais chuvoso do que o inverno, que é seco. Pode-se dizer também que 70% da chuva cai durante os meses mais quentes, e somente 30% cai nos meses mais frios.
- Csa = Clima mediterrânico de verão quente; a média do mês mais frio é superior a 0 °C ou −3 °C, pelo menos um mês tem temperatura média acima de 22 °C e ao menos quatro meses apresentam média superior a 10 °C. Ocorre ao menos três vezes mais precipitação no mês mais chuvoso do inverno do que no mês mais seco do verão, e o mês mais seco do verão recebe menos de 30 mm.[17]
- Csb = Clima mediterrânico verão fresco; o mês mais frio tem média acima de 0 °C ou −3 °C, todos os meses têm temperaturas médias abaixo de 22 °C e pelo menos quatro meses apresentam média acima de 10 °C. Ocorre ao menos três vezes mais precipitação no mês mais chuvoso do inverno do que no mês mais seco do verão, e o mês mais seco do verão recebe menos de 30 mm.[18]
- Csc = Clima mediterrânico de verão frio; a média do mês mais frio é acima de 0 °C ou −3 °C, e de 1 a 3 meses apresentam média acima de 10 °C. Ocorre ao menos três vezes mais precipitação no mês mais chuvoso do inverno do que no mês mais seco do verão, e o mês mais seco do verão recebe menos de 30 mm.

### Grupo D — Continental e Subártico
Este grupo de clima tem pelo menos um mês com média abaixo de 0 °C ou −3 °C, e pelo menos um mês com média acima de 10 °C.
- Dfa = Clima continental úmido de verão quente, a média do mês mais frio está abaixo de 0 °C ou −3 °C, a temperatura média de pelo menos um mês fica acima de 22 °C e pelo menos quatro meses apresentam média acima de 10 °C. Não apresenta diferença significativa no nível de precipitação entre as estações.[19]
- Dfb = Clima continental úmido de verão fresco, seu mês mais frio tem média abaixo de 0 °C ou −3 °C, todos os meses possuem temperatura média abaixo de 22 °C e pelo menos quatro meses apresentam média acima de 10 °C. Não há diferença significativa no nível de precipitação entre as estações.[19]
- Dfc = Clima subártico sem estação seca, a média do mês mais frio está abaixo de 0 °C ou −3 °C, e de 1 a 3 meses possuem temperatura média acima de 10 °C. Nenhuma diferença significativa de precipitação entre estações ocorre.[20]

| Grupo | Grupo       | Tipo | Tipo             | Subtipo | Subtipo            |
| ----- | ----------- | ---- | ---------------- | ------- | ------------------ |
| D     | Continental | f    | Sem estação seca | a       | Verão quente       |
| D     | Continental | f    | Sem estação seca | b       | Verão fresco       |
| D     | Continental | f    | Sem estação seca | c       | Verão frio         |
| D     | Continental | f    | Sem estação seca | d       | Inverno muito frio |
| D     | Continental | w    | Inverno seco     | a       | Verão quente       |
| D     | Continental | w    | Inverno seco     | b       | Verão fresco       |
| D     | Continental | w    | Inverno seco     | c       | Verão frio         |
| D     | Continental | w    | Inverno seco     | d       | Inverno muito frio |
| D     | Continental | s    | Verão seco       | a       | Verão quente       |
| D     | Continental | s    | Verão seco       | b       | Verão fresco       |
| D     | Continental | s    | Verão seco       | c       | Verão frio         |
| D     | Continental | s    | Verão seco       | d       | Inverno muito frio |

- Dfd = Clima subártico extremamente frio sem estação seca, o mês mais frio tem média abaixo de −38 °C, e cerca de 1 a 3 meses apresenta média acima de 10 °C. Não existe variação de precipitação entre as estações.
- Dwa = Clima continental úmido de verão quente influenciado pelas monções, a média do mês mais frio está abaixo de 0 °C ou −3 °C, pelo menos um mês tem temperatura média acima de 22 °C e ao menos quatro meses apresentam média acima de 10 °C. Neste clima, o verão é pelo menos dez vez mais chuvoso do que o inverno, que é seco. Pode-se dizer também que 70% da chuva caí durante os meses mais quentes, e somente 30% cai nos meses mais frios.[21]
- Dwb = Clima continental úmido de verão fresco influenciado pelas monções, seu mês mais frio tem média abaixo de 0 °C ou −3 °C, todos os meses possuem temperatura média abaixo de 22 °C e pelo menos quatro meses apresentam média acima dos 10 °C. Pode-se dizer também que 70% da chuva caí durante os meses mais quentes, e somente 30% cai nos meses mais frios.
- Dwc = Clima subártico influenciado pelas monções, a média de seu mês mais frio está abaixo de 0 °C ou −3 °C, e de 1 a 3 meses têm média acima de 10 °C. Cerca de 70% da chuva caí durante os meses mais quentes, e somente 30% cai nos meses mais frios.
- Dwd = Clima subártico extremamente frio influenciado pela monções; o mês mais frio tem média abaixo de −38 °C, e de 1 a 3 meses há média acima de 10 °C. Por volta de 70% da chuva caí durante os meses mais quentes, e somente 30% cai nos meses mais frios.[20]
- Dsa = Clima continental úmido de verão quente com influência mediterrânea; a média do mês mais frio é inferior a 0 °C ou −3 °C, a temperatura média do mês mais quente é acima de 22 °C e apresenta pelo menos quatro meses com média acima de 10 °C. Ocorre ao menos três vezes mais precipitação no mês mais chuvoso do inverno do que no mês mais seco do verão, e o mês de verão mais seco recebe menos de 30 mm.
- Dsb = Clima continental úmido de verão fresco com influência mediterrânea; a média do mês mais frio é inferior a 0 °C ou −3 °C, a temperatura média do mês mais quente é acima de 22 °C e apresenta pelo menos quatro meses com média abaixo de 10 °C. Ocorre ao menos três vezes mais precipitação no mês mais chuvoso do inverno do que no mês mais seco do verão, e o mês de verão mais seco recebe menos de 30 mm.
- Dsc = Clima subártico com estação seca; a média do mês mais frio está abaixo de 0 °C ou −3 °C, e de 1 a 3 meses possuem temperatura média acima de 10 °C. Ocorre ao menos três vezes mais precipitação no mês mais chuvoso do inverno do que no mês mais seco do verão, e o mês de verão mais seco recebe menos de 30 mm.
- Dsd = Clima subártico extremamente frio com estação seca, o mês mais frio tem média abaixo de −38 °C, e cerca de 1 a 3 meses apresenta média acima de 10 °C. Ocorre ao menos três vezes mais precipitação no mês mais chuvoso do inverno do que no mês mais seco do verão, e o mês de verão mais seco recebe menos de 30 mm.[20]

| Grupo | Grupo | Tipo | Tipo                     | Subtipo | Subtipo |
| ----- | ----- | ---- | ------------------------ | ------- | ------- |
| E     | Polar | T    | Tundra                   | −       | −       |
| E     | Polar | F    | Glacial (calota de gelo) | −       | −       |

### Grupo E — Polar e Alpino
Este grupo climático tem todos os meses do ano com uma temperatura média inferior a 10 °C.
- ET = Clima de tundra; a temperatura média do mês mais quente fica entre 0 °C ou -3 °C e 10 °C.
- EF = Clima glacial; neste tipo de clima o inverno é praticamente eterno, onde todos os 12 meses do ano apresentam temperatura média abaixo de 0 °C ou −3 °C.

## Exemplos do Grupo A

### Clima equatorial −Af

Distribuição do clima equatorial no mundo.
(Af) Equatorial

| - Apia, Samoa (Af) - Balikpapan, Indonésia (Af) - Belém, Pará, Brasil (Af) - Caiena, Guiana Francesa (Af) - Campala, Uganda (Af) - Dávao, Filipinas (Af) - Georgetown, Guiana (Af) - Hilo, Havaí, Estados Unidos (Af) - Honiara, Ilhas Salomão (Af) - Innisfail, Queensland, Austrália (Af) - Jaiapura, Indonésia (Af) - Quisumu, Quênia (Af) - Kuala Lumpur, Malásia (Af) - Kuching, Malásia (Af) - Lae, Papua-Nova Guiné (Af) | - Mbandaka, República Democrática do Congo (Af) - Medã, Indonésia (Af) - Medellín, Colômbia (Af) - Moroni, Comores (Af) - Paramaribo, Suriname (Af) - Pontianak, Indonésia (Af) - Quibdó, Colômbia (Af) - Ratnapura, Seri Lanca (Af) - Salvador, Bahia, Brasil (Af) - Santos, São Paulo, Brasil (Af) - Singapura (Af) - Suva, Fiji (Af) - Toamasina, Madagascar (Af) - Vitória, Seicheles (Af) - West Palm Beach, Flórida, Estados Unidos (Af) |

### Clima de monção −Am

Distribuição do clima de monção no mundo.
(Am) Tropical de monção

| - Cairns, Queensland, Austrália (Am) - Chatigão, Bangladexe (Am) - Coatzacoalcos, México (Am) - Conacri, Guiné (Am) - Duala, Camarões (Am) - Freetown, Serra Leoa (Am) - Guanare, Venezuela (Am) - Huế, Thừa Thiên–Huế, Vietnã (Am) - Jacarta, Indonésia (Am) - Cochim, Índia (Am) - Libreville, Gabão (Am) - Macapá, Amapá, Brasil (Am) - Malabo, Guiné Equatorial (Am) - Manágua, Nicarágua (Am) - Malé, Maldivas (Am) | - Manaus, Amazonas, Brasil (Am) - Miami, Flórida, Estados Unidos (Am) - Monróvia, Libéria (Am) - Mumbai, Maarastra, Índia (Am) - Pangim, Goa, Índia (Am) - Parintins, Amazonas, Brasil (Am) - Pucallpa, Peru (Am) - Porto Príncipe, Haiti (Am) - Porto Harcourt, Rivers State, Nigéria (Am) - Puerto Ayacucho, Venezuela (Am) - Rio Branco, Acre, Brasil (Am) - San Juan, Porto Rico (Am) - Santo Domingo, República Dominicana (Am) - Taitung, Taiwan (Am) - Villahermosa, Tabasco, México (Am) - Rangum, Mianmar (Am) |

### Clima de savana −Aw e As

Distribuição do tropical de savana no mundo.
(Aw e As) Tropical de savana

| - Abuja, Nigéria (Aw) - Acra, Gana (Aw) - Bamaco, Mali (Aw) - Bancoque, Tailândia (Aw) - Banjul, Gâmbia (Aw) - Barquisimeto, Venezuela (Aw) - Belo Horizonte, Minas Gerais, Brasil (Aw) - Brazavile, República do Congo (Aw) - Boa Vista, Roraima, Brasil (Aw) - Bujumbura, Burundi (Aw) - Cáli, Colômbia (Aw) - Cancún, México (Aw) - Caracas, Venezuela (Aw) - Cartagena, Colômbia (Aw) - Chenai, Tâmil Nadu, Índia (Aw) - Dar es Salã, Tanzânia (Aw) - Darwin, Território do Norte, Austrália (Aw) - Daca, Bangladexe (Aw) - Díli, Timor-Leste (Aw) - Fortaleza, Ceará, Brasil (As) - Garanhuns, Pernambuco, Brasil (As) - Goiânia, Goiás, Brasil (Aw) - Cidade da Guatemala, Guatemala fronteira entre Aw e Cwb) - Guayaquil, Equador (Aw) - Ho Chi Minh, Vietnã (Aw) - Cano, Nigéria (Aw) - Kaohsiung, Taiwan (Aw) - Katherine, Território do Norte, Austrália (Aw) - Key West, Flórida, Estados Unidos (Aw) | - San Pedro Sula, Honduras (Aw) - Rio de Janeiro, Rio de Janeiro, Brasil (Fronteira entre Aw e Am) - Quigali, Ruanda (Aw) - Kingston, Jamaica (Aw) - Quinxassa, República Democrática do Congo (Aw) - Calcutá, Bengala Ocidental, Índia (Aw) - Kumasi, Gana (Aw) - Cupão, Indonésia (Aw) - Lagos, Estado de Lagos, Nigéria (Aw) - Maputo, Moçambique (Aw) - Monte Cristi, República Dominicana (As) - Mombaça, Quênia (As) - Naples, Flórida, Estados Unidos (Aw) - Natal, Rio Grande do Norte, Brasil (As) - Cidade do Panamá, Panamá (Aw) - Pnom Pen, Camboja (Aw) - Recife, Pernambuco, Brasil (As) - Ribeirão Preto, São Paulo, Brasil (Aw) - Townsville, Queensland, Austrália (Aw) - Triquinimale, Seri Lanca (As) - Santa Cruz de la Sierra, Bolívia (Aw) - Sanya, Ainão, China (Aw) - Surabaia, Indonésia (Aw) - Tegucigalpa, Honduras (Aw) - Veracruz, Veracruz, México (Aw) - Vientiane, Laos (Aw) - Iaundé, Camarões (Aw) |

## Exemplos do Grupo B

### Climas áridos −BWheBWk

Distribuição do clima árido no mundo.
(BWh) Árido quente
(BWk) Árido frio

| - Coober Pedy, Austrália Meridional, Austrália (BWh) - Alice Springs, Território do Norte, Austrália (BWh) - Yulara, Território do Norte, Austrália (BWh) - Bagdá, Iraque (BWh) - Upington, Cabo Setentrional, África do Sul (BWh) - Hermosillo, Sonora, México (BWh) - Phoenix, Arizona, Estados Unidos (BWh) - Vale da Morte, Califórnia, Estados Unidos (BWh) - Las Vegas, Nevada, Estados Unidos (BWh) - Las Palmas, Canárias, Espanha (BWh) - Eilat, Southern District, Israel (BWh) - Azizia, Jafara, Líbia (BWh) - Carachi, Paquistão (BWh) - Doha, Catar (BWh) - Meca, Makkah, Arábia Saudita (BWh) - Riade, Arábia Saudita (BWh) - Cidade do Kuwait, Kuwait (BWh) | - Dubai, Emirados Árabes Unidos (BWh) - Abu Dabi, Emirados Árabes Unidos (BWh) - Mascate, Omã (BWh) - Asgabate, Turcomenistão (BWh) - Cairo, Egito (BWh) - Alexandria, Egito (BWh) - Cartum, Sudão (BWh) - Cidade de Djibuti, Djibuti (BWh) - Nuaquexote, Mauritânia (BWh) - Tombuctu, Mali (BWh) - Turfã, Xinjiang, China (BWk) - Lé, Jamu e Caxemira, Índia (BWk) - Nucus, Uzbequistão (BWk) - Aral, Cazaquistão (BWk) - Damasco, Síria (BWk) - Lima, Peru (BWk) - Walvis Bay, Erongo Region, Namibia (BWk) |

### Climas semiáridos −BSkeBSh

Distribuição do clima semiárido no mundo.
(BSh) Semiárido quente
(BSk) Semiárido frio

| - Bacu, Azerbaijão (BSk) - Medicine Hat, Alberta, Canadá (BSk) - Denver, Colorado, Estados Unidos (BSk) - Saragoça, Espanha (BSk) - Cônia, Turquia (BSk) - Cidade de Zacatecas, Zacatecas, México (BSk) - Ulan-Ude, Rússia (BSk) - Lethbridge, Alberta, Canadá (BSk) - Brooks, Alberta, Canadá (BSk) - Cabul, Afeganistão (BSk) - Alepo, Síria (BSk) - Tianjin, China (BSk) - Madrid, Espanha (Fronteira entre BSk e Csa) - Shijiazhuang, Hebei, China (BSk) - Comodoro Rivadavia, Argentina (BSk) - La Quiaca, Jujuy, Argentina (BSk) - Agulhas, Cabo Ocidental, África do Sul (BSk) - Saná, Iêmen (BSk) - Laore, Panjabe, Paquistão (BSh) - Jodhpur, Índia (BSh) - Vinduque, Namíbia (BSh) - Caruaru, Pernambuco, Brasil (BSh) - Oranjestad, Aruba (BSh) - Alicante, Espanha (BSh) | - Santa Cruz de Tenerife, Canárias, Espanha (BSh) - Monterrey, México (BSh) - Los Angeles, Estados Unidos (fronteira entre BSh e Csb) - Ivanhoe, Nova Gales do Sul, Austrália (BSh) - Honolulu, Havaí, Estados Unidos (BSh) - Maracaibo, Venezuela (BSh) - Marraquexe, Marrocos (BSh) - Odessa, Texas, Estados Unidos (BSh) - Mossoró, Rio Grande do Norte, Brasil (BSh) - Cidade de Querétaro, Querétaro, México (BSh) - Tucson, Arizona, Estados Unidos (BSh) - Petrolina, Pernambuco, Brasil (BSh) - Patos, Paraíba, Brasil (BSh) - Pireu, Grécia (BSh) - Nicósia, Chipre (BSh) - Amã, Jordânia (BSh) - Trípoli, Líbia (BSh) - Mogadíscio, Somália (BSh) - Dacar, Senegal (BSh) - Uagadugu, Burquina Fasso (BSh) - Niamei, Níger (BSh) - Juazeiro, Bahia, Brasil (BSh) - Chihuahua, Chihuahua, México (BSh) - N'Djamena, Chade (BSh) - Luanda, Angola (BSh) |

## Exemplos do Grupo C

### Climas mediterrânicos −Csa, Csbe Csc

Distribuição dos climas mediterrânicos no mundo.
(Csa) Mediterrânico de verão quente
(Csb) Mediterrânico de verão fresco
(Csc) Mediterrânico de verão frio

| - Beirute, Líbano (Csa) - Lataquia, Síria (Csa) - Halabja, Iraque (Csa) - Jerusalém, Israel (Csa) - Tel Aviv, Israel (Csa) - Casablanca, Marrocos (Csa) - Argel, Argélia (Csa) - Valeta, Malta (Csa) - Roma, Itália (Csa) - Nápoles, Itália (Csa) - Seville, Espanha (Csa) - Málaga, Espanha (Csa) - Palma de Maiorca, Espanha (Csa) - Lisboa, Portugal (Csa) - Faro, Portugal (Csa) - Mônaco (Csa) - Marselha, França (Csa) - Nice, França (Csa) - Túnis, Tunísia (Csa) - Antália, Turquia (Csa) - Esmirna, Turquia (Csa) - Tasquente, Uzbequistão (Csa) - Duxambé, Tajiquistão (Csa) - Resht, Guilão, Irã (Csa) - Sacramento, Califórnia, Estados Unidos (Csa) - Medford, Óregon, Estados Unidos (Csa) - Perth, Austrália Ocidental, Austrália (Csa) - Adelaide, Austrália Meridional, Austrália (Csa) | - Porto, Portugal (Csb) - Santiago, Chile (fronteira entre Csb e BSk) - Corunha, Espanha (Csb) - Essaouira, Marrocos (Csb) - Bariloche, Argentina (Csb/Cfb) - Braga, Portugal (Csb) - Coimbra, Portugal (Csb) - Potenza, Itália (Csb) - São Francisco, Califórnia, Estados Unidos (Csb) - Santa Bárbara, Califórnia, Estados Unidos (Csb) - Vitória, Colúmbia Britânica, Canadá (Csb) - Cidade do Cabo, África do Sul (Csb) - Albany, Austrália Ocidental, Austrália (Csb) - Balmaceda, Chile (Csc) |

### Climas subtropicais úmidos −CfaeCwa

Distribuição dos climas subtropicais úmidos no mundo.
(Cfa) Subtropical úmido
(Cwa) Subtropical úmido com influência de monções

| - Buenos Aires, Argentina (Cfa) - Milão, Itália (Cfa) - Veneza, Itália (Cfa) - Girona, Espanha (Cfa) - Montevidéu, Uruguai (Cfa) - Assunção, Paraguai (fronteira entre Cfa e Aw) - Florianópolis, Santa Catarina, Brasil (Cfa) - Porto Alegre, Rio Grande do Sul, Brasil (Cfa) - Londrina, Paraná, Brasil (Cfa) - Brisbane, Austrália (Cfa) - Sydney, Austrália (Cfa) - Albury, Austrália (Cfa) - Washington D.C, Estados Unidos (Cfa) - Nova Iorque, Estados Unidos (fronteira entre Cfa e Dfa) - Astara, Azerbaijão (Cfa) - Horta, Açores, Portugal (Cfa) - Ilha das Flores, Açores, Portugal (fronteira entre Cfa e Cfb) - Belgrado, Sérvia (Cfa) - Lugano, Suíça (fronteira entre Cfa e Cfb) - Sóchi, Rússia (Cfa) - Kutaisi, Georgia (Cfa) - Portorož, Eslovênia (Cfa) | - Cozani, Grécia (Cfa) - Serinagar, Índia (Cfa) - Xangai, China (Cfa) - Tóquio, Japão (Cfa) - Osaka, Japão (Cfa) - São Paulo, Brasil (fronteira entre Cfa e Cwa) - Durban, África do Sul (Cfa) - Taipé, Taiwan (Cfa) - Orlando, Estados Unidos (Cfa) - Hong Kong (Cwa) - Hanói, Vietnã (Cwa) - Guadalajara, México (Cwa) - Córdoba, Argentina (Cwa) - Santiago del Estero, Argentina (Cwa) - Mackay, Queensland, Austrália (Cwa) - Islamabade, Paquistão (Cwa) - Nova Déli, índia (Cwa) - Catmandu, Nepal (Cwa) - Zhengzhou, China (Cwa) - Chengdu, Sichuan, China (Cwa) - Siguatepeque, Honduras (Cwa) |

### Climas oceânicos −Cfb,Cfc

Distribuição dos climas oceânicos no mundo.
(Cfb) Oceânico temperado
(Cfc) Oceânico subpolar

| - Paris, França (Cfb) - Bordéus, França (Cfb) - Estocolmo, Suécia (Cfb) - Skagen, Dinamarca (Cfb) - Copenhague, Dinamarca (Cfb) - Caçador, Santa Catarina, Brasil (Cfb) - Cambará do Sul, Rio Grande do Sul, Brasil (Cfb) - Campos do Jordão, São Paulo, Brasil (Cfb) - Caxias do Sul, Rio Grande do Sul, Brasil (Cfb) - Curitiba, Paraná, Brasil (Cfb) - Gramado, Rio Grande do Sul, Brasil (Cfb) - Ponta Grossa, Paraná, Brasil (Cfb) - Bergen, Hordaland, Noruega (Cfb) - Berlim, Alemanha (Cfb) - Munique, Baviera, Alemanha (Cfb) - Viena, Áustria (fronteira entre Cfb e Cfa) - Zurique, Suíça (Cfb) - Vaduz, Listenstaine (Cfb) - Londres, Inglaterra (Cfb) - Glasgow, Escócia (Cfb) - Cardife, País de Gales (Cfb) - Dublim, Irlanda (Cfb) - Bruxelas, Bélgica (Cfb) - Amsterdã, Países Baixos (Cfb) - Cidade de Luxemburgo, Luxemburgo (Cfb) - Ketchikan, Alasca, Estados Unidos (Cfb) - Port Elizabeth, África do Sul (Cfb) - Melbourne, Vitória, Austrália (Cfb) | - Bogotá, Colômbia (Cfb) - La Esperanza, Honduras (Cfb) - Quito, Equador (Cfb) - Constanza, República Dominicana (Cfb) - Cobán, Guatemala (fronteira entre Cfb e Cwa) - Hobart, Tasmânia, Austrália (Cfb) - Bathurst, Nova Gales do Sul, Austrália (Cfb) - Valdivia, Los Ríos, Chile (Cfb) - Orange, Nova Gales do Sul, Austrália (Cfb) - Mount Hagen, Papua-Nova Guiné (Cfb) - Wellington, Nova Zelândia (Cfb) - Prince Rupert, Colúmbia Britânica, Canadá (Cfb) - Vancouver, Colúmbia Britânica, Canadá (Cfb) - Andorra-a-Velha, Andorra (Cfb) - Ilha do Corvo, Açores, Portugal (Cfb) - Zagrebe, Croácia (Cfb) - Liubliana, Eslovênia (Cfb) - Zonguldaque, Turquia (Cfb) - Auckland, Ilha Norte, Nova Zelândia (Cfb) - Forks, Washington, Estados Unidos (Cfb) - Reiquiavique, Islândia (Cfc) - Tórshavn, Ilhas Faroe (Cfc) - Røst, Noruega (Cfc) - Auckland Islands, Nova Zelândia (Cfc) - Punta Arenas, Chile (Cfc) - Unalaska, Alasca, Estados Unidos (Cfc) - Mar del Plata, Argentina (Cfb) - Ponta Delgada, Açores, Portugal (Cfb) |

### Climas de altitude −CwbeCwc

Distribuição dos climas de altitude no mundo.
(Cwb) Subtropical de altitude com influência de monções
(Cwc) Subtropical oceânico subpolar com influência de monções

| - Da Lat, Vietnã (Cwb) - Ximelá, Índia (Cwb) - Thimbu, Butão (Cwb) - Mokhotlong, Lesoto (Cwb) - Mebabane, Essuatíni (Cwb) - Nairóbi, Quênia (Cwb) - Baguio, Filipinas (Cwb) - Kunming, China (Cwb) - Cidade do México, México (Cwb) | - Adis Abeba, Etiópia (Cwb) - Harare, Zimbábue (Cwb) - Antananarivo, Madagascar (Cwb) - Joanesburgo, África do Sul (Cwb) - Cusco, Peru (Cwb) - Salta, Argentina (Cwb) - Ouro Preto, Minas Gerais, , Brasil (Cwb) - El Alto, Bolívia (Cwc) - Juliaca, Peru (Cwc) - La Paz, Bolívia (Cwc) |

## Exemplos do Grupo D

### Climas continentais de verão quente −Dfa, DwaeDsa

Distribuição dos climas continentais de verão quente no mundo.
(Dfa) Continental de verão quente
(Dwa) Continental de verão quente com influência de monções
(Dsa) Continental de verão quente com influência mediterrânea

| - Almati, Cazaquistão (Dfa) - Oral, Cazaquistão (Dfa) - Aomori, Japão (Dfa) - Nagano, Japão (Dfa) - Sapporo, Japão (Dfa e Dfb) - Chicago, Illinois, Estados Unidos (Dfa) - Boston, Massachusetts, Estados Unidos (Dfa) - Minneapolis, Minnesota, Estados Unidos (Dfa) - Toronto, Ontário, Canadá (Dfa e Dfb) - Montreal, Quebec, Canadá (Dfa e Dfb) - Windsor, Ontário, Canadá (Dfa) - Bucareste, Romênia (Dfa) | - Rostov-on-Don, Rússia (Dfa) - Volgogrado, Rússia (Dfa) - Pionguiangue, Coreia do Norte (Dwa) - Seul, Coreia do Sul (Dwa) - Pequim, China (Dwa) - Harbin, China (Dwa) - North Platte, Nebrasca, Estados Unidos (Dwa) - Bisqueque, Quirguistão (Dsa) - Araque, Markazi, Irã (Dsa) - Cacari, Turquia (Dsa) - Muxe, Turquia (Dsa) - Cambridge, Idaho, Estados Unidos (Dsa) |

### Climas continentais de verão fresco −Dfb, DwbeDsb

Distribuição dos climas continentais de verão fresco no mundo.
(Dfb) Continental de verão fresco
(Dwb) Continental de verão fresco com influência de monções
(Dsb) Continental de verão fresco com influência mediterrânea

| - Kushiro, Hokkaido, Japão (Dfb) - Caraganda, Cazaquistão (Dfb) - Oslo, Noruega (Dfb) - Lillehammer, Noruega (Dfb) - Helsinque, Finlândia (Dfb) - Talim, Estônia (Dfb) - Edmonton, Alberta, Canadá (Dfb) - Riga, Letônia (Dfb) - Vilnius, Lituânia (Dfb) - Kiev, Ucrânia (Dfb) - Budapeste, Hungria (Dfb) - Moscou, Rússia (Dfb) - Caliningrado, Rússia (Dfb) - Red Deer, Alberta, Canadá (Dfb) - Boone, Estados Unidos (Dfb) - São Petersburgo, Rússia (Dfb) - Thunder Bay, Ontário, Canadá (Dfb) - Regina, Saskatchewan, Canadá (Dfb - Saskatoon, Saskatchewan, Canadá (Dfb) - Minsque, Bielorrússia (Dfb) - Varsóvia, Polônia (Dfb) | - Winnipeg, Manitoba, Canadá (Dfb) - Pristina, Kosovo (Dfb) - Erzurum, Turquia (Dfb) - Ardacane, Turquia (Dfb) - Cidade de Quebec, Quebec, Canadá (Dfb) - Ottawa, Ontário, Canadá (Dfb) - Halifax, Nova Escócia, Canadá (Dfb) - Charlottetown, Ilha Príncipe Eduardo, Canadá (Dfb) - Buffalo, Nova Iorque, Estados Unidos (Dfb) - Portland, Maine, Estados Unidos (Dfb) - Marquette, Michigan, Estados Unidos (Dfb) - Calgary, Alberta, Canadá (Dwb) - Vladivostoque, Rússia (Dwb) - Irkutsk, Rússia (Dwb) - Pyeongchang, Coreia do Sul (Dwb) - Mount Rushmore, Dakota do Sul, Estados Unidos (Dwb) - Sivas, Turquia (Dsb) - Dras, Índia (Dsb) - Flagstaff, Arizona, Estados Unidos (Dsb) - South Lake Tahoe, Califórnia, Estados Unidos (Dsb) - Wallace, Idaho, Estados Unidos (Dsb) |

### Climas subárticos ou boreais −Dfc, Dwc, Dsc, Dfd, Dwd e Dsd

Distribuição dos climas subárticos no mundo.
(Dfc) Subártico sem estação seca
(Dwc) Subártico com influência de monções
(Dsc) Subártico com estação seca
(Dfd) Subártico extremo sem estação seca
(Dwd) Subártico extremo com influência de monções
(Dsd) Subártico extremo com estação seca

| - Yellowknife, Territórios do Noroeste, Canadá (Dfc) - Whitehorse, Yukon, Canadá (Dfc) - Labrador City, Terra Nova e Labrador, Canadá (Dfc) - Anchorage, Alasca, Estados Unidos (Dfc) - Fairbanks, Alasca, Estados Unidos (Dfc) - Fraser, Colorado, Estados Unidos (Dfc) - Dawson City, Yukon, Canadá (Dfc) - Murmansque, Oblast de Murmansque, Rússia (Dfc) - Inuvik, Territórios do Noroeste, Canadá (Dfc) - Akureyri, Islândia (Dsc) - Tromsø, Noruega (Dfc) - Kiruna, Suécia (Dfc) - Oulu, Finlândia (Dfc) | - São Moritz, Grisões, Suíça (Dfc) - Kangerlussuaq, Groenlândia (Dfc) - Arcangel, Rússia (Dfc) - Homer, Alasca, Estados Unidos (Dsc) - Bodie, Califórnia, Estados Unidos (Dsc) - Brian Head, Utah, Estados Unidos (Dsc) - Anadyr, Rússia (Dsc) - Yushu City, Chingai, China (Dwc) - Mörön, Mongólia (Dwc) - Lukla, Nepal (Dwc) - Iacutusque, Iacútia, Rússia (Dfd) - Verkhoiansk, Iacútia, Rússia (Dfd) - Oimiakon, Iacútia, Rússia (Dwd) |

## Exemplos do Grupo E

### Clima de tundra −ET

Distribuição do clima de tundra no mundo.
(ET) Tundra

| - Alert, Nunavut, Canadá (fronteira entre ET e EF) - Monte Rainier, Washington, Estados Unidos (ET) - Ilha Macquarie, Austrália (ET) - Ilhas Crozet (ET) - Campbell Island, Nova Zelândia (ET) - Ilhas Kerguelen (ET) - Ilhas do Príncipe Eduardo (ET) - Stanley, ilhas Falkland (ET e Cfc) - Ushuaia, Argentina (ET e Cfc) - Iqaluit, Nunavut, Canadá (ET) - Monte Wellington, Tasmânia, Austrália (ET) - La Rinconada, Peru (ET) | - Nanortalik, Groenlândia (ET) - Monte Fuji, Japão (ET) - Monte Washington, Estados Unidos (ET) - Zugspitze, Baviera, Alemanha (ET) - Eureka, Nunavut, Canadá (ET) - Nuque, Groenlândia (ET, fronteira com Dfc) - Esvalbarde, Noruega (ET) - Nord, Groenlândia (ET) - Base Esperanza, Antártida (ET) - Ísafjördur, Islândia (ET) - Sauðárkrókur, Islândia (ET) - Egilsstaðir, Islândia (ET) |

### Clima glacial ou clima de calota de gelo −EF

Distribuição do clima glacial no mundo.
(EF) Glacial

- Alert, Nunavut, Canadá (fronteira entre EF e ET)
- Base Scott, Antártida (EF)
- Estação Vostok, Antártida (EF), local do ar mais frio já registrado na Terra.
- Estação McMurdo, Antártida (EF)
- Estação Byrd, Antártida (EF)
- Estação Polo Sul Amundsen-Scott, Antártida (EF)
- Grossglockner, Caríntia, Áustria (EF)
- Monte Everest, China/Nepal (EF)
- Monte Ararate, Turquia (EF)
- Summit Camp, Groenlândia (EF)

## Significado ecológico
A classificação climática de Köppen é baseada na relação empírica entre clima e vegetação. Essa classificação fornece uma maneira eficiente de descrever as condições climáticas definidas pela temperatura e precipitação e sua sazonalidade com uma única métrica. Como as condições climáticas identificadas pela classificação de Köppen são ecologicamente relevantes, ela tem sido amplamente usada para mapear a distribuição geográfica do clima de longo prazo e as condições associadas do ecossistema.
Nos últimos anos, tem havido um interesse crescente em usar a classificação para identificar mudanças climáticas e mudanças potenciais na vegetação ao longo do tempo. A importância ecológica mais considerável da classificação de Köppen é que ela ajuda a prever o tipo de vegetação dominante com base nos dados climáticos e vice-versa.
Em 2015, um artigo da Universidade de Nanquim publicado na Nature analisando as classificações climáticas constatou que, entre 1950 e 2010, aproximadamente 5,7% de toda a área terrestre do mundo passou de classificações úmidas e frias para classificações mais secas e quentes. Os autores também descobriram que a mudança não pode ser explicada como variações naturais, mas sim conduzida por fatores antropogênicos.